# Київська обласна літературна премія імені Григорія Косинки

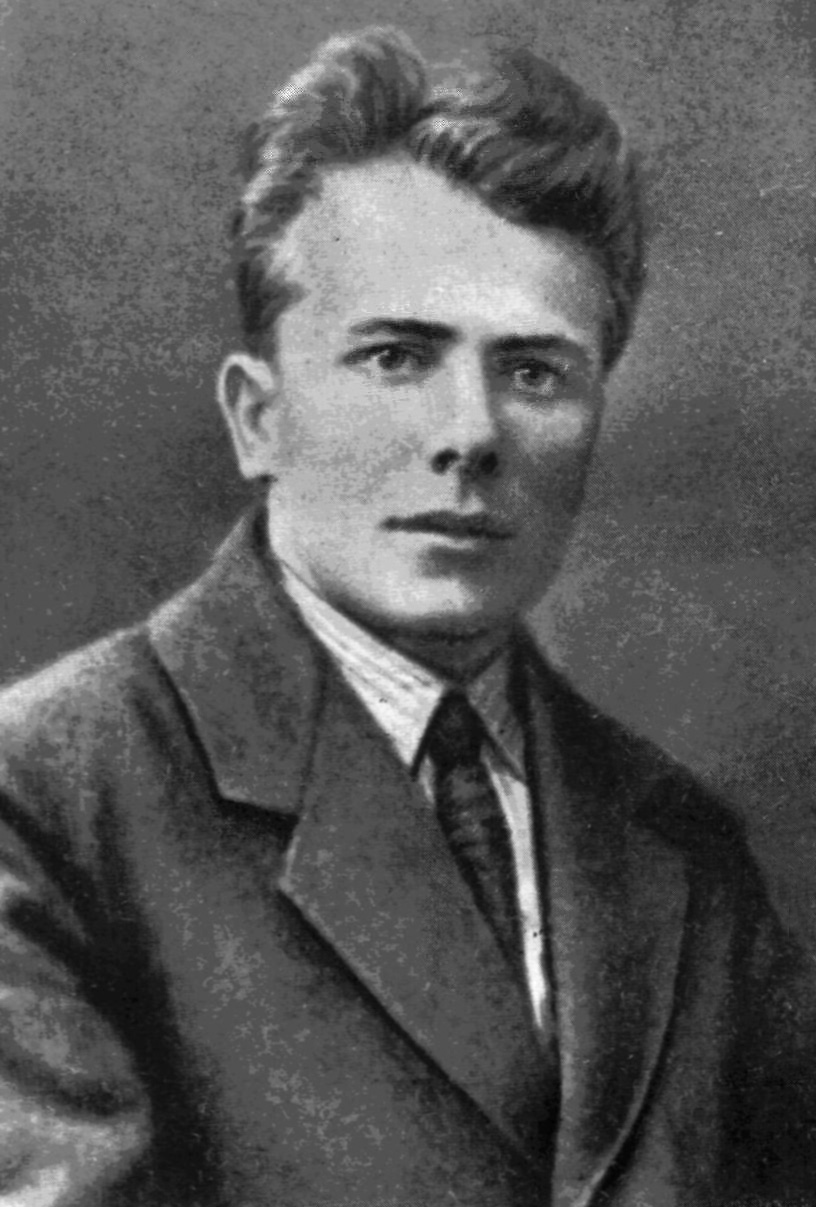
Григорій Косинка (1899—1934)

Київська обласна літературна премія імені Григо́рія Коси́нки  — премія для відзначення найкращих здобутків поетів, прозаїків, драматургів і літературних критиків, які постійно проживають в Київській області. Заснована  Київською обласною державною адміністрацією в 2001 році. Розмір премії становить 5000 гривень.

## Умови надання премії
Премію присуджує голова Київської обласної державної адміністрації щорічно за найкращий художній чи літературно-критичний твір, що відзначається високою літературною майстерністю, утверджує ідеали гуманізму та українську національну ідею, високі духовні цінності, є вагомим внеском у національне культурне відродження і становлення української державності. 
Премією відзначається автор або група авторів цілісного художнього чи літературно-критичного твору.
На здобуття премії висуваються твори, опубліковані або оприлюднені в Україні по телебаченню, радіо чи на сцені протягом одного року, що передує присудженню премії, але не пізніше як за 45 днів до присудження премії.
Висунення претендентів на здобуття премії здійснюється за ініціативою творчих спілок, національно-культурних товариств, трудових колективів підприємств, установ і організацій, редакцій засобів масової інформації, видавництв, військових частин, громадських організацій, що розташовані на території Київської області. Представлення на здобуття премії погоджується з автором чи колективом авторів.
Колектив авторів твору, висунутий на здобуття премії, не може становити більш як три особи. Не допускається включення до колективу претендентів осіб, які виконували адміністративні, організаторські чи консультативні функції.
Присудження премії провадиться розпорядженням голови Київської обласної державної адміністрації.

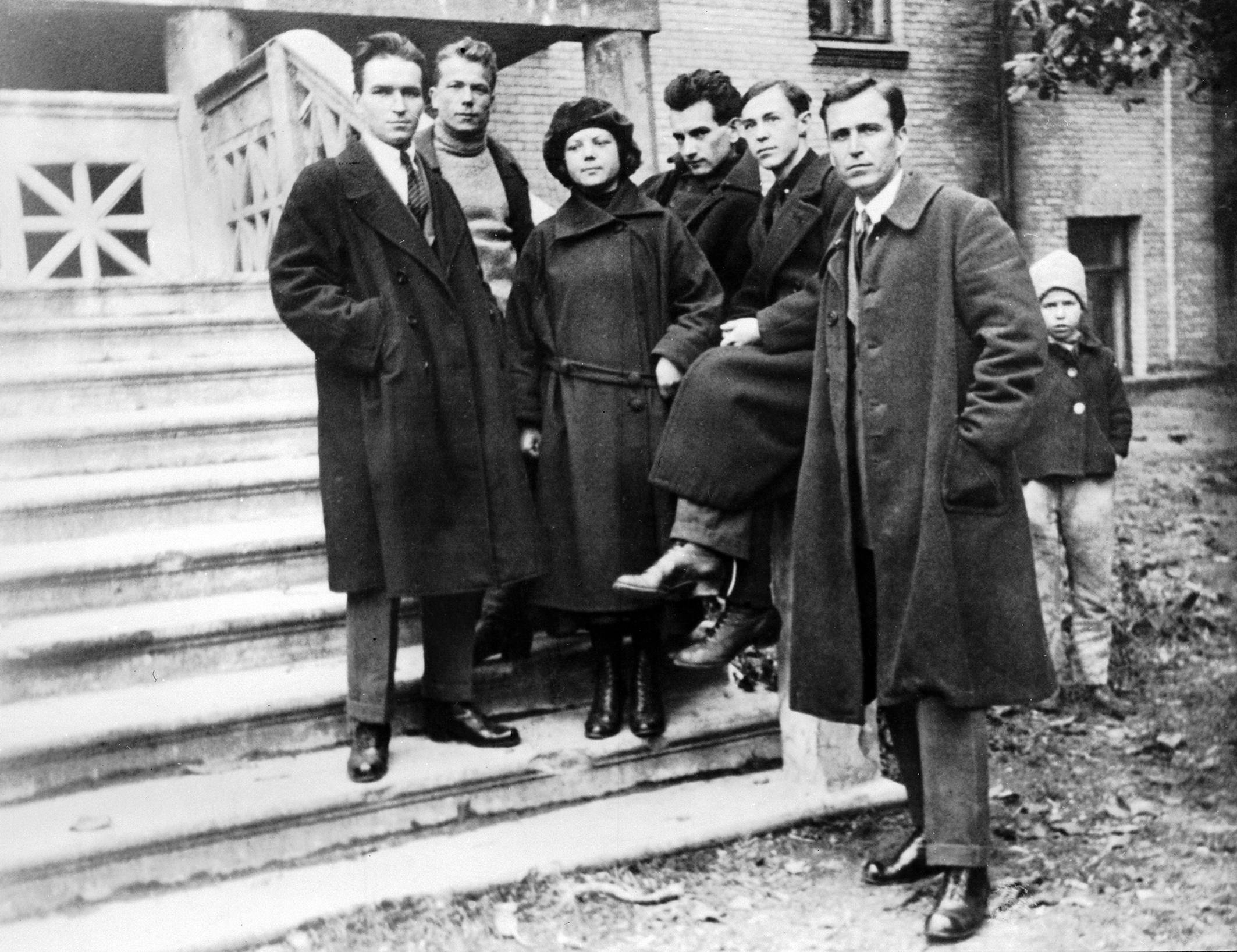
Літературне об’єднання «Ланка» (згодом — МАРС — Майстерня революційного слова). Зліва направо: Борис Антоненко-Давидович, Григорій Косинка, Марія Галич, Євген Плужник, Валер'ян Підмогильний, Тодось Осмачка. Київ, вулиця Володимирська, 49. 1925 рік.

Премія вручається лауреату (лауреатам) головою облдержадміністрації або уповноваженою ним особою у присутності членів комісії та літературно-мистецької громадськості області в урочистій обстановці 29 листопада — в день народження Григорія Косинки.
Розпорядження голови Київської обласної державної адміністрації про присудження премії публікується до 29 листопада в газеті «Київська правда», оприлюднюється по радіо і телебаченню.
Особі, відзначеній премією, вручається диплом встановленого зразка, нагрудний знак лауреата з написом: «Лауреат Київської обласної літературної премії імені Григорія Косинки» та грошова частина премії.
У разі відзначення премією колективу авторів твору всім лауреатам видаються дипломи та нагрудні знаки, а грошова частина премії ділиться між ними порівну.
Премія може вручатися автору (колективу авторів) за нові твори, що відповідають цьому Положенню, багаторазово.

## Лауреати премії
Перший лауреат обласної літературної премії імені Григорія Косинки — Микола Кравчук (2001) за книжку новел «На порозі дива». Згодом серед лауреатів були, зокрема, письменники: Ніна Опанасенко; Анатолій Гай (2007) за збірку оповідань «Розхристане буття», збірку повістей «Там, за Гіндукушем» та за впорядкування антології поетів Київщини «Ота стежина в ріднім краю»; Галина Тарасюк за роман «Цінь Хуань Гонь» (2008), Галина Гай (2011) за збірку віршів і поем «Не обминеш своїх доріг», Саєнко Сергій Миколайович (2018) за роман "Ловець  вітру".